# Adam Bilczewski
Bilczewski Adam (ur. 3 lutego 1934 w Kętach, zm. 27 września 1987 w Murzasichlu) – polski taternik, himalaista, pisarz górski.

## Życiorys
Ukończył studia w AGH w Krakowie, gdzie w 1956 roku otrzymał dyplom magistra inżyniera ceramika. Po studiach podjął pracę w Centralnym Inspektoracie Standaryzacji przy MHZ w Gliwicach, w którym pracował przez dziesięć lat. Następnie był zatrudniony na stanowisku adiunkta w Centralnym Ośrodku Badawczo-Rozwojowym Przemysłu Izolacji Budowlanej „Izola”. Podczas pracy tam uzyskał doktorat. Opublikował kilkanaście artykułów w czasopismach naukowo-technicznych. Brał czynny udział w pracach Stowarzyszenia Inżynierów i Techników Przemysłu Budowlanego. Był współautorem wielojęzycznego słownika pojęć z jego dziedziny.
W 1977 r. był hospitalizowany z powodu stanu przedzawałowego. Lekarze nie wróżyli mu powrotu w wysokie góry, ale dzięki sile woli i intensywnej rehabilitacji w 1979 r. stanął na szczycie Lhotse. W 1980 r. został członkiem Zarządu Polskiego Związku Alpinizmu, przewodniczącym jego Komisji Sportowej, a w ciągu ostatniej kadencji wiceprezesem. W 1987 r. postanowił poświęcić się pracy literackiej i szkoleniowej. W ostatnich latach życia serce ponownie zaczęło sprawiać kłopot. Przyjmował lekarstwa, ale nie zmniejszał liczby funkcji i spraw, w które był zaangażowany. Podjął decyzję rezygnacji z pracy inżynierskiej i objęcia funkcji szefa Centralnego Ośrodka Szkolenia ,,Betlejemka” na Hali Gąsienicowej. Wkrótce potem  w Murzasichlu podczas jazdy poczuł się źle, zatrzymał się, zostawił motocykl na poboczu drogi i usiadł w przydrożnym rowie, gdzie zmarł.
Jego odejście zauważono w świecie, a pożegnania zamieściły czołowe czasopisma górskie, wśród nich angielskie ,,Mountain” (nr 118) i japońskie ,,Iwa to Yuki” (nr 125). Spoczął na gliwickim Cmentarzu Lipowym, odprowadzany przez przeszło tysiąc przyjaciół, kolegów i znajomych.

## Aktywności wysokogórskie[5]

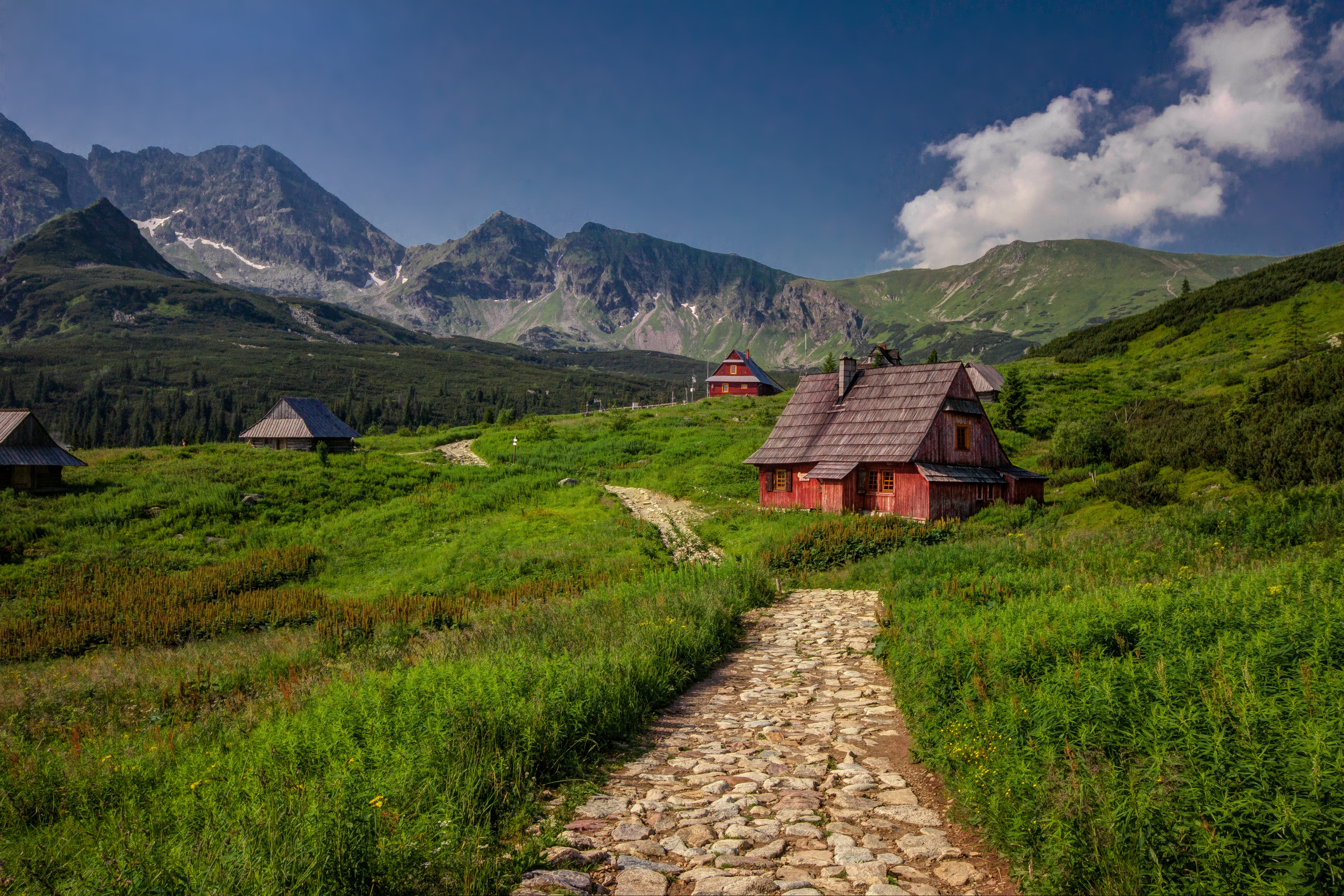
Hala Gąsienicowa, widok na Betlejemkę

Do śląskiego środowiska taternickiego, wprowadził go w 1952 r. starszy o dwa lata brat Jacek. W 1956 r. ukończył kurs instruktorski. W latach 1952–1959 wspinał się w Tatrach, przeszedł m.in.: wschodnie ściany Kościelca i Mięguszowieckiego Szczytu, drogi Łapińskiego i Paszuchy na Mnichu, Kazalnicy Mięguszowieckiej i Galerii Gankowej. Zimą przeszedł pn. ścianę Mięguszowieckiego Szczytu i grań Morskiego Oka. W latach sześćdziesiątych XX w. ze względów rodzinnych i pracy naukowej zrezygnował z intensywnej wspinaczki. W latach siedemdziesiątych powrócił do zdobywania szczytów. Od 1972 roku był prezesem Koła Gliwickiego Klubu Wysokogórskiego. W 1971 r. wziął udział w wyprawie w Andy Peruwiańskie, w 1974 r. był zastępcą kierownika wyprawy w subarktyczne góry Alaski i Kanady. Organizował i prowadził trzy zwycięskie ekspedycje na ośmiotysięczniki himalajskie: w 1979 r. na Lhotse północno-zachodnią ścianą, w 1982 r. na Makalu pierwsze wejście lewym żebrem zachodniej ściany o trudnościach i wreszcie – w zimie 1984-85 na Dhaulagiri, drugie wejście zimowe a pierwsze podczas zimy kalendarzowej (na szczyt weszli wtedy Andrzej Czok i Jerzy Kukuczka).

## Działalność literacka[9]
Tworzywo jego książek stanowią przeżycia górskie. Ich karty wypełniają nie techniczne relacje, ale ludzie, koledzy z wyjazdów i wypraw, których rozwój akcji górskich przenosi w sytuacje często pełne dramatyzmu, a czasem banalne i śmieszne. Jego bohaterowie, to nie alpiniści-nadludzie, lecz zwykli zjadacze chleba, których pasje górskie zmuszają czasami do heroicznych zachowań i ekstremalnych wysiłków. Był jednym z pięciu autorów książki W górach Alaski i Kanady, w której jego teksty zajmują około połowy objętości książki. W 1983 r. wydał książkę Lhotse czwarta góra Ziemi, a w 1987 r. książkę Alpiniści, w której pokazał wielu kolegów-wspinaczy, w chwilach gdy znajdowali się na krawędzi życia.